# International Docking System Standard

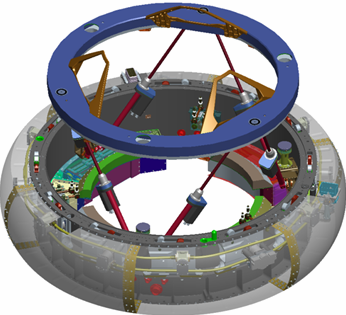
Schéma d'un système d'amarrage IDSS en configuration active.

International Docking System Standard, également désigné par son acronyme IDSS, est une norme définissant le système d'amarrage de vaisseaux spatiaux développé dans les années 2010 par les principales agences spatiales : NASA (États-Unis), Roscosmos (Russie), ESA (Europe), JAXA (Japon) et Agence spatiale canadienne. 
Lors de l'amarrage de deux vaisseaux l'un des deux est mobile (vaisseau actif) et l'autre ne modifie ni son orientation ni ses vitesses de déplacement ou de rotation (vaisseau passif). Dans ce contexte les pièces d'amarrage n'ont pas la même structure de part et d'autre. Le système IDSS est hybride c'est-à-dire que le système d'amarrage peut se configurer pour être au choix passif ou actif. Cette norme peut être utilisée pour l'amarrage temporaire d'un vaisseau mais également pour l'amarrage définitif de deux vaisseaux entre eux.
La mise en application de cette norme par la NASA a donné au lieu au développement du système d'amarrage NASA Docking System. Plusieurs vaisseaux en développement dans la décennie 2010 ont un système d'amarrage conforme à cette norme : (Crew Dragon et CST-100) ainsi que le vaisseau Orion. L'implémentation par l'Agence spatiale européenne a abouti au International Berthing and Docking Mechanism. Deux ports de la station spatiale internationale sont reconfigurés en 2016-2019 par l'ajout d'un module IDA permettant de recevoir les nouveaux vaisseaux cités.